# شعري الإهاب الإفريقي
شعري الإهاب الأفريقي (الاسم العلمي: Crinipellis africana) هو نوع غير مؤكد من الفطريات يتبع جنس شعري الإهاب من الفصيلة المراسمية.